# Бомбардування Задара
Бомбардування Задара (хорв. Zračno bombardiranje Zadra) — нальоти бомбардувальної авіації США та Великої Британії на Задар на Югославському фронті Другої світової війни. Тривали з листопада 1943 по жовтень 1944 року.
На тлі повітряних ударів по інших великих містах тодішнього Королівства Італії бомбардування Задара вирізняється кількістю нападів та чисельністю загиблих, хоча немає єдності щодо цих даних: союзники засвідчили 30 авіанальотів, а сучасні італійські джерела стверджують про 54. Заявлені цифри жертв коливаються від менш ніж тисячі до 4 тис. тогочасного 20-тисячного міста.
В ході бомбардувань було знищено 80% будівель міста. Задар називали «Дрезденом Адріатики» через відчутну подібність до бомбардування союзниками згаданого німецького міста. В обох випадках бомби союзників понівечили місто, багате на мистецькі скарби та історичні пам'ятки, яке водночас не мало очевидної промислової чи військової ваги для ведення війни.
Це найтрагічніша подія у буремній історії Задара після облоги міста 1202 року учасниками Четвертого хрестового походу.

## Передісторія

### Італійський анклав Зара
Задар (відомий тоді як італійське місто-анклав Зара) опинився під владою Італії унаслідок Рапальського договору, який урегулював статус колишніх австро-угорських земель. Більшість населення міста складали етнічні італійці і воно являло собою італійський анклав у Далмації.
У 1920-х роках близько 8000 хорватів були змушені покинути місто, а їхні місця займали етнічні італійці, які переселялися з підконтрольної Югославії частини Далмації — такі, як відомий стиліст моди Оттавіо Міссоні, який переїхав зі своєю родиною з Дубровника. Перепис 1910 року в Австро-Угорщині засвідчив 69,3% італійців у загальній чисельності населення міста, і ця частка постійно зростала в наступні десятиліття. З материка переводили на роботу в анклав державних службовців, учителів, поліціянтів.
У ті часи там також перебувала значна кількість військовослужбовців.
До 1941 року місто оточили італійськими укріпленнями, найпомітнішими з яких були бункер понад Гаженицею (передмістя Задара), а також в районі Плоче і Црно.

### Друга світова війна до капітуляції Італії (1941–1943)
6 квітня 1941 країни Осі напали на Королівство Югославія. Хоча воно почало розпадатися практично у перший день нападу, італійські підрозділи в Задарі (Зарі) не наважувалися покинути місто, вичікуючи розв'язки подій. Їхня організація не була на належному рівні, що підтвердять подальші події: югославський гарнізон у Бенковаці та в районі Кистаня італійці роззброять лише в середині травня 1941 року, а отже, через місяць після припинення існування держави (югославська влада капітулювала 17 квітня). 
Відомо, що 8 квітня югославські ВПС бомбили Задар. Хоча це призвело до певної шкоди, його не можна порівняти з бомбардуванням, якого місто зазнає через два роки. Цивільні особи були попередньо евакуйовані в бік Анкони і Пули. 
Оскільки події на місцях визначала німецька військова сила, від зникнення Югославії найбільше вигоди набула фашистська Італія. Новостворена фашистська маріонетка Незалежна Держава Хорватія Римським договором була змушена передати їй значну частину північної Далмації, включаючи міста Спліт і Книн, а Задар став столицею нової провінції Далмації та головним фашистським оплотом на цій території.

### Правовий статус Задара після капітуляції Італії
Після повалення Муссоліні в Італії новий уряд П'єтро Бадольйо 8 вересня 1943 оголосив перемир'я і вийшов із війни. Таке хаотичне становище використала НДХ, яка визнала Римський договір недійсним і вирішила оволодіти Далмацією. У цьому вона мала підтримку німців, що налякало задарських італійців, які залишилися без військового захисту. Однак німці пішли їм назустріч, і 10 вересня німецька 114-та піхотна дивізія окупувала Задар. Було заборонено приєднувати його до Незалежної Держави Хорватія, оскільки саме місто не було предметом договору 1941 року. Павелич визначив Задар адміністративним центром великої жупи Сидрага-Равні-Котари, але його префекту Віктору Рамову просто заборонили в'їзд у місто. Задар залишався під місцевою італійською адміністрацією та німецьким військовим захистом. Юридично його становище було ще більш незвичним — він офіційно став частиною Соціальної Республіки Муссоліні на півночі Італії, від якої був повністю відрізаним. У такій атмосфері цілковитої непевності, з цілою низкою різних цивільних адміністрацій та армій на території Задара почалося союзницьке бомбардування.

## Повітряні удари по Задару
Перший великий авіаналіт союзницьких сил на Задар було скоєно ввечері 2 листопада 1943 року, коли серед інших об'єктів було знищено будинок для занедбаних дітей, услід за чим трапилися великі повітряні напади 28 листопада (понад 200 жертв) та 16 і 30 грудня того ж року. Перші нальоти відзначалися великою кількістю жертв серед цивільних, але місто, хоч і пошкоджене, функціонувало далі. Бомбардування було особливо важким 16 грудня, коли бомби влучили у притулки в самому центрі міста. Загинуло приблизно 150—200 людей. Ударів завдавали 50 американських бомбардувальників «Мітчелл» (B-25), які скинули 90 тонн бомб.
Поряд із цими найтяжчими нападами територія міста зазнавала менших бомбардувань і обстрілів у інші дні. Тактикою так званих «килимових бомбардувань» знищувалися цілі житлові квартали. Найбільше постраждав центр міста, коло Форуму та головної міської вулиці Калеларги, де не вціліла жодна будівля. Найбільшої шкоди завдали не вибухи, а пожежі, які вони спричиняли, перетворюючи місто на купу обсмалених кістяків спалених будинків. За кожним авіаударом знищувалася певна частина міста. Так, 16 грудня постраждала ділянка від церкви Богоматері Здоров'я повз Калеларгу до нинішньої Народної площі, а 30 грудня — «Нова набережна» (Нова ріва) і Зелена площа. У переддень нового року були знищені міська лікарня та більшість промислових споруд. Фабрика «Luxardo» (виробник «Мараскіно»), спалахнувши, горіла три дні.
Із січня по березень 1944 року відбулися повітряні напади, які донищили Задар. Одначе кількість жертв від них була значно меншою, оскільки позбавлене домівок населення повтікало до менш пошкоджених передмість (Арбанаси і Станови) та на задарські острови. За підрахунками, навесні 1944 року в Задарі разом із передмістями налічувалося менш ніж 4000 мирних жителів. Хоча всі промислові потужності та пристані були виведені з ладу, а німці були змушені створити допоміжні порти в Затоні поблизу Ніна і Ражанаця, бомбардування тривало майже весь 1944 рік.
До літа центру Задара практично не існувало: більшість будинків було повністю зруйновано, а їхніми руїнами завалено вулиці. Місто геть спорожніло. З червня до жовтня 1944 року не засвідчено жодних великих нападів, але після середини жовтня у зв'язку з відходом німецької армії сталися нові удари. Найсильніші бомбардування трапилися 25 і 30 жовтня, коли було поцілено райони Бродариці, Язина та «Нової набережної». Останнє бомбардування союзники вчинили 31 жовтня 1944, того самого дня партизани увійшли в Задар. Місто було остаточно визволено 1 листопада 1944 р. Є припущення, що це сталося помилково через поганий зв'язок. При цьому загинуло кілька партизанів.

## Масштаби руйнувань та кількість жертв
Хоча в італійських джерелах часто повторюються «круглі» цифри про 3—5 тисяч загиблих (тобто, без поранених) Задара, що означало б чверть довоєнного населення, облік похоронів на міському кладовищі Задара засвідчує, що з 4 листопада 1943 по 22 жовтня 1944 році було поховано всього 467 людей. Точну кількість загиблих, ймовірно, ніколи не буде з'ясовано, позаяк у Задарі протягом війни була велика плинність населення — місцеві жителі виїжджали, натомість приїжджали італійці з інших далматинських міст, неуточнена і чисельність військовослужбовців. Після війни кількість потерпілих стала також і політичним питанням, особливо в середовищі італійських біженців із Задара, де доводилося, що проти них було вчинено геноцид; з їхнього середовища і походять оцінки в 3 і більше тисяч жертв. Видається ймовірним, що кількість загиблих мирних жителів становила близько 500 (трохи більше, ніж кількість похованих на кладовищі), оскільки більшість населення втекла після перших нальотів восени та взимку 1943 року. Ця кількість порівнянна з даними з інших міст Хорватії, які зазнали бомбардувань союзників, наприклад, у Шибенику загинули 320 цивільних і 17 вояків, в Осієку жертвами стали близько 300 душ, навіть Славонський Брод, який зазнав особливо тяжких бомбардувань і був, як і Задар, значною мірою знищений, налічував орієнтовно 900 жертв.
Біженці після війни так і не повернулися у зруйноване місто, навіть коли почалася його відбудова, а здебільшого осіли в Італії, управлінню якої Задаром (яке розпочалася наприкінці Першої світової війни) було покладено край. Замість них у Задар переселялися жителі прилеглих місцевостей, населених здебільшого хорватами. 
Наслідком бомбардувань стала різка зміна загальної картини міста. Сьогодні важко уявити, що задарський район Півострів (Полуоток) до Другої світової війни був густо забудований, як Спліт або Трогір. Безперечно, що найбільша відповідальність за це покладається на союзницькі нальоти, але не слід нехтувати і впливом післявоєнної відбудови.
Розбомбленою виявилася більша частина середмістя, включаючи всю «Нову набережну» з 12 австро-угорськими палацами, головпоштамт і житлові квартали навколо Форуму, Калеларга (головна вулиця Задара), школа біля церкви св. Кршевана, потім церква св. Марії, Спасіння Богородиці та баптистерій собору св. Анастасії. Нічого з цього, крім церкви, не було відновлено. Багато будівель, що згоріли у війну, були не реконструйовані, а зруйновані, при цьому їхнє каміння використовувалося для нарощування берега та насипання доріг. Відомий приклад міського театру (Театро Верді), який дивом залишився тільки з легкими пошкодженнями, але його розграбували та знесли за рішенням комуністичної влади. Воєнних і післявоєнних руйнувань зазнала західна частина Півострова, де була розміщена більшість адміністративних будівель і причалів. Східна частина, район Варош, був єдиною частиною центру Задара, яка здебільшого зберегла свій довоєнний вигляд.
Окрім знищень, за які несуть відповідальність союзницькі бомбардувальники, а також німці, які, відходячи, замінували «Нову набережну», та післявоєнне будівництво, спірним питанням залишається і загальна кількість жертв бомбардувань.

## Версії причин бомбардування
Загальна тривалість нальотів (мало не рік) і кількість бомб (згадується величина в 400 тонн вибухівки), скинутих на Задар — відносно невелике місто з обмеженим стратегічним значенням — породили різні теорії та припущення щодо причин бомбардувань. Багато з них пов'язані зі статусом міста в той період та політичною боротьбою за нього.
У колах біглих італійських жителів міста та італійських правих часто проштовхується теза про те, що знищення Задара домігся від союзників Тіто, щоб знищити італійський характер міста і уможливити його включення до складу Хорватії та Югославії. Таким чином, він буцімто неправдиво повідомив англійцям про німецькі війська в місті та важливість задарського порту для перекидання їхніх сил — все, аби тільки створити підставу для бомбардування. Цьому немає жодних доказів, а сумніви підсилює ще й політична підоснова цих тверджень і причин їх поширення.
Набагато вірогідніше звучить теорія про те, що Задар страждав насамперед через своє природне розташування. На відміну від Спліта і Дубровника, чиї піддані бомбардуванням порти Лора і Груж були далі від центру міста, задарський порт і всі причали розташовувалися навколо Півострова, тобто самого центру міста. Це неминуче вело до набагато більшого спустошення міста внаслідок бомбардування портових споруд.
Говорячи про кількість повітряних ударів, що становили від 30 до понад 50 (залежно від джерела), не слід нехтувати географічним положенням Задара, який опинився на шляху бомбардувальників від союзницьких аеродромів Південної Італії до їхніх цілей — міст Центральної Європи. У той же час, Задар міг правити за т. зв. вторинну ціль для скидання бомб у разі негоди чи під час повернення на базу.